# Regionalwahl in der Basilikata 1995
Die Regionalwahl in der Basilikata 1995 fand am 23. April statt; der Regionalrat und der Präsident der Region wurden gleichzeitig gewählt.

## Wahlergebnis
| Kandidaten                   | Kandidaten            | Stimmen | %    | Listen                               | Stimmen | %    | Mandate |
| ---------------------------- | --------------------- | ------- | ---- | ------------------------------------ | ------- | ---- | ------- |
|                              | Angelo Dinardogewählt | 190.091 | 54,7 | Partito Democratico della Sinistra   | 70.111  | 21,8 | 6       |
| Popolari                     | Angelo Dinardogewählt | 190.091 | 54,7 | 51.885                               | 16,1    | 4    |         |
| Federazione Laburista        | Angelo Dinardogewählt | 190.091 | 54,7 | 25.892                               | 8,0     | 2    |         |
| I Democratici                | Angelo Dinardogewählt | 190.091 | 54,7 | 17.639                               | 5,5     | 1    |         |
| Patto dei Democratici        | Angelo Dinardogewählt | 190.091 | 54,7 | 16.393                               | 5,1     | 1    |         |
| Federazione dei Verdi        | Angelo Dinardogewählt | 190.091 | 54,7 | 8.333                                | 2,6     | 1    |         |
| Mandate der Listengruppe     | Angelo Dinardogewählt | 190.091 | 54,7 | –                                    | –       | 3    |         |
| ↳ Gesamt                     | Angelo Dinardogewählt | 190.091 | 54,7 | 190.253                              | 59,1    | 18   |         |
|                              | Giampiero Perri       | 126.804 | 36,5 | Forza Italia - Il Polo Popolare      | 55.193  | 17,2 | 5       |
| Alleanza Nazionale           | Giampiero Perri       | 126.804 | 36,5 | 38.738                               | 12,0    | 4    |         |
| Centro Cristiano Democratico | Giampiero Perri       | 126.804 | 36,5 | 16.635                               | 5,2     | 1    |         |
| ↳ Gesamt                     | Giampiero Perri       | 126.804 | 36,5 | 110.566                              | 34,4    | 10   |         |
|                              | Pietro Simonetti      | 22.361  | 6,4  | Partito della Rifondazione Comunista | 17.144  | 5,3  | 2       |
|                              | Leonardo Giordano     | 4.504   | 1,3  | Movimento Sociale Fiamma Tricolore   | 1.814   | 0,6  | –       |
|                              | Giannino Cusano       | 2.994   | 0,9  | Lista Pannella - Riformatori         | 1.900   | 0,6  | –       |
| Gesamt                       | Gesamt                | 347.407 | 100  |                                      | 321.677 | 100  | 30      |